# Ścieżka lichenologiczno-kulturowa w Leśnie

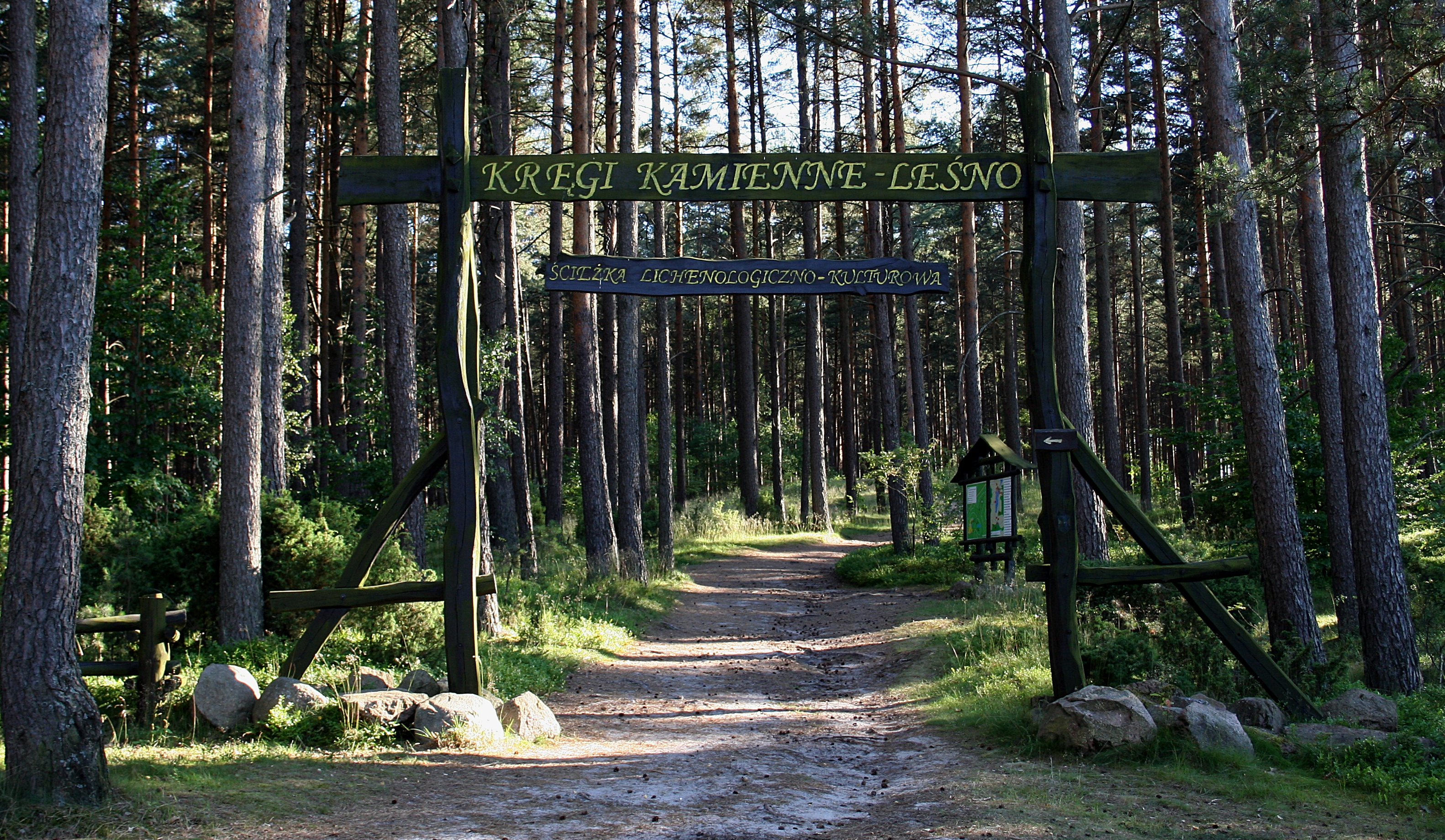
Wejście na teren ścieżki lichenologiczno-kulturowej w Leśnie

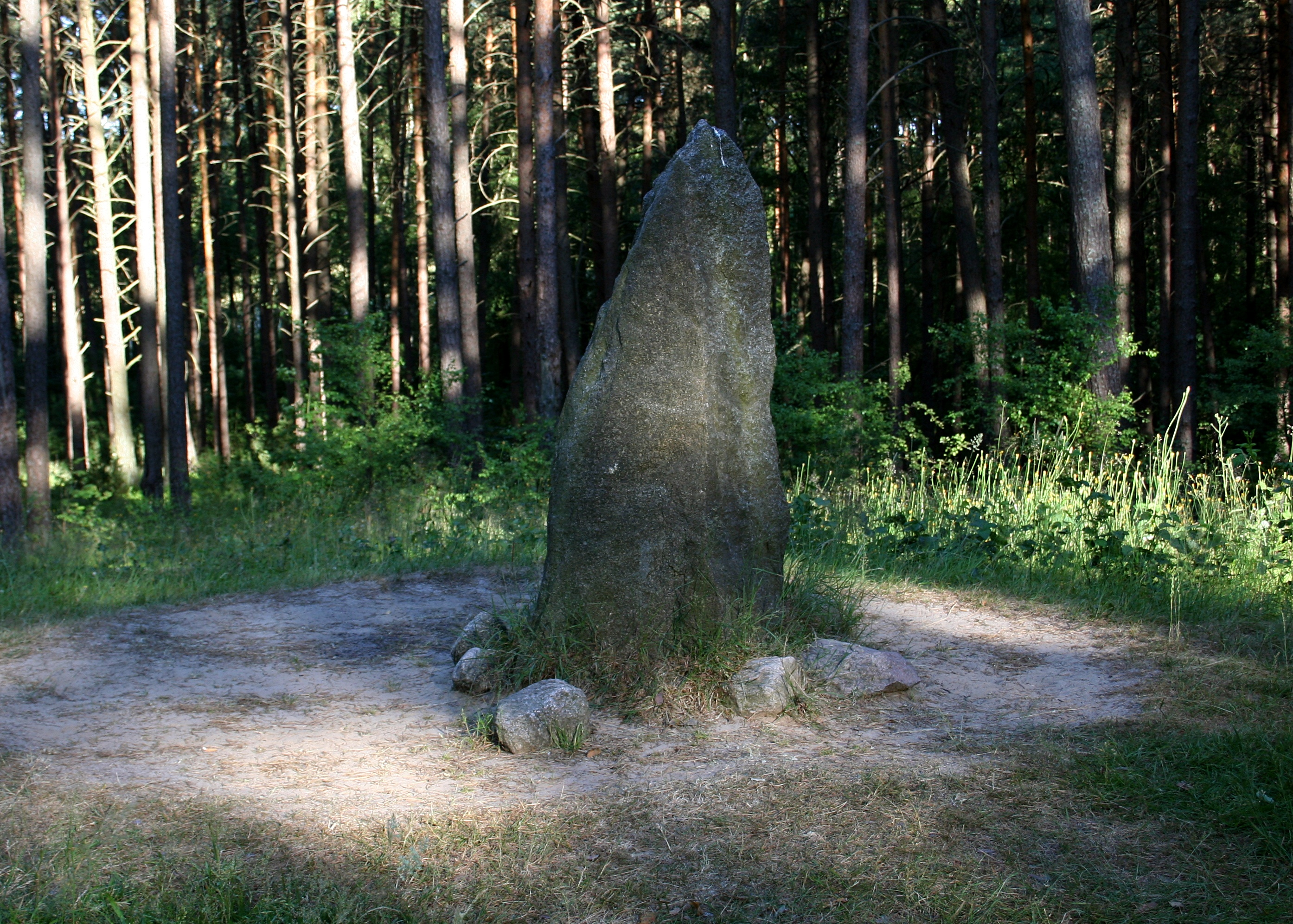
Stela na jednym z kurhanów na ścieżce lichenologiczno-kulturowej w Leśnie

Ścieżka lichenologiczno-kulturowa w Leśnie – ścieżka dydaktyczna położona na południe od jeziora Leśno Dolne nad rzeką Niechwaszcz, na obszarze Kaszub zwanym Zaborami. Najbliższymi miejscowościami są Leśno i Zalesie. Na elementach przyrody ożywionej i nieożywionej występuje dobrze rozwinięta lichenoflora.
Teren ścieżki obejmuje cmentarzysko kurhanowe z I–II w. n.e. Niektóre z kurhanów mają koliste obstawy, zwane kręgami kamiennymi. W miejscu tym zrekonstruowano także groby skrzynkowe pochodzące z wczesnej epoki żelaza (V–III w. p.n.e.). Podczas prowadzonych prac archeologicznych zostały odkryte miejsca pochówków oraz skupiska ceramiki z okresu kultury łużyckiej, pomorskiej i wielbarskiej.
Na obszarze ścieżki dydaktycznej zinwentaryzowano następujące obiekty archeologiczne:
- groby skrzynkowe kultury pomorskiej, w liczbie 23[3].
- groby ciałopalne jamowe 19.
- groby popielnicowe, w liczbie 53.
- groby szkieletowe z okresu rzymskiego, w liczbie 16.
- wieńce kamienne z okresu rzymskiego, w liczbie 15.
- kurhany kultury wielbarskiej, zinwentaryzowano 13.

Największy kurhan, znajdujący się blisko wejścia, zawierał pochówek kobiecy. Znalezione tam przedmioty są eksponowane w muzeum w Chojnicach. 
Ze względu na walory kulturowe, teren cmentarzyska został włączony w roku 1978 do rejestru zabytków archeologicznych województwa pomorskiego (wcześniej bydgoskiego).